# Políkno (Toužim)
Políkno (německy Poliken) je malá vesnice a část města Toužim v okrese Karlovy Vary v Karlovarském kraji. Nachází se asi tři kilometry jihovýchodně od Toužimi. Políkno leží v katastrálním území Políkno u Toužimi o rozloze 4,76 km².

## Historie
První písemná zmínka o vesnici pochází z roku 1536.

## Obyvatelstvo
Při sčítání lidu v roce 1921 ve vsi žilo 186 obyvatel (z toho 88 mužů) německé národnosti a římskokatolického vyznání. Podle sčítání lidu z roku 1930 měla vesnice 190 s nezměněnou národnostní a náboženskou strukturou.
|                                                                 | 1869 | 1880 | 1890 | 1900 | 1910 | 1921 | 1930 | 1950 | 1961 | 1970 | 1980 | 1991 | 2001 | 2011 | 2021 |
| --------------------------------------------------------------- | ---- | ---- | ---- | ---- | ---- | ---- | ---- | ---- | ---- | ---- | ---- | ---- | ---- | ---- | ---- |
| Obyvatelé                                                       | 157  | 176  | 190  | 162  | 140  | 186  | 190  | 89   | 70   | 64   | 39   | 32   | 40   | 35   | 27   |
| Domy                                                            | 28   | 30   | 30   | 30   | 31   | 33   | 37   | 23   | 28   | 17   | 16   | 16   | 16   | 18   | 18   |
| V počtu domů z roku 1961 jsou zahrnuty domy místní části Luhov. |      |      |      |      |      |      |      |      |      |      |      |      |      |      |      |

## Obecní správa
Při sčítání lidu v letech 1869–1950 Políkno bylo samostatnou obcí, se kterým patřilo nejprve do okresu Karlovy Vary, ale v letech 1900–1930 v okrese Teplá a v roce 1950 v okrese Toužim. V letech 1961–1975 bylo částí obce Třebouň v okrese Karlovy Vary. Od 1. ledna 1976 je částí města Toužim v okrese Karlovy Vary. V roce 1950 k obci patřil Luhov.

## Osobnosti
Narodil se zde Oswald Mannl (1841–1915), premonstrátský kněz, ředitel německého gymnázia v Plzni a historik.